# 古克武
古克武（1938年3月—），男，广东高州人，中国经济学家，曾任中共海南省委统战部常务副部长，海南社会科学界联合会主席，中共海南省委党校校长、校党委书记。